# Argonne
El bosque de Argonne es una de las regiones naturales de Francia, se extiende por Marne, Ardenas y Mosa, al este de la cuenca de París. Argonne es una región de bosques y estanques. Su capital es Sainte-Menehould.

## Historia
Durante la Primera Guerra Mundial, el bosque se convirtió en el sitio de una intensa acción militar. Los enfrentamientos amargos entre las unidades alemanas y aliadas tuvieron lugar aquí en otoño e invierno de 1914, verano de 1915 y otoño de 1918. Durante la ofensiva del Mosa-Argonne (1918), varios soldados del Ejército de los Estados Unidos obtuvieron la Medalla de Honor allí, incluido el Coronel Nelson Miles Holderman, Mayor Charles White Whittlesey, sargento Alvin C. York, la mayoría de ellos parte del "Batallón Perdido", y William Henry Johnson, también conocido como "Muerte Negra".
El Monumento Americano Montfaucon de la Primera Guerra Mundial consiste en una gran columna dórica de granito, coronada por una estatua simbólica de la Libertad. El monumento está ubicado a veinte millas al noroeste de Verdún. No está lejos del cementerio y monumento estadounidense de Meuse-Argonne.

## Enlaces externos

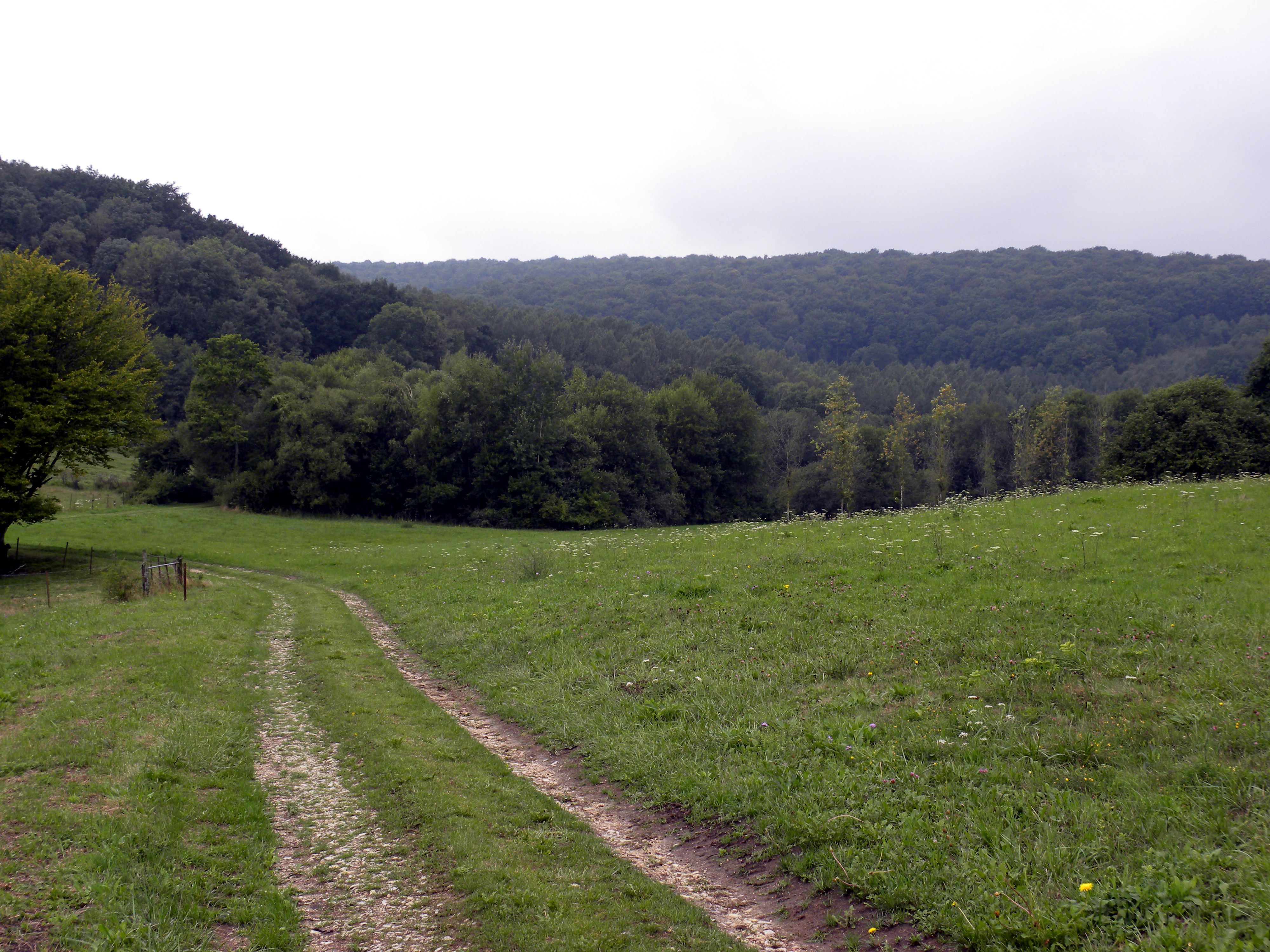
Chatel Chéhéry